# Bidur
Bidur é uma cidade do Nepal.